# Pseudorgyia pectinicornis
Pseudorgyia pectinicornis là một loài bướm đêm trong họ Erebidae.